# Viracucha
Viracucha es un género de arañas araneomorfas de la familia Ctenidae. Se encuentra en Sudamérica.

## Lista de especies
Según The World Spider Catalog 12.0:
- Viracucha andicola (Simon, 1906)
- Viracucha exilis (Mello-Leitão, 1936)
- Viracucha misionesicus (Mello-Leitão, 1945)
- Viracucha paraguayensis (Strand, 1909)
- Viracucha ridleyi (F. O. Pickard-Cambridge, 1897)
- Viracucha silvicola (Soares & Soares, 1946)